# Infinite Dreams
Az Infinite Dreams az Iron Maiden brit heavy metal együttes 1989-ben megjelent Maiden England című koncertfilmjéhez kiadott kislemez, mely a brit slágerlistán a 6. helyig jutott. A címadó dal eredetileg a Seventh Son of a Seventh Son című albumon szerepelt, és kislemezen hallható élő felvétel a lemezbemutató turnén került rögzítésre. 1990-ben a The First Ten Years box set részeként adták ki újra a kislemezt CD-n.

## Története
1989 novemberében jelent meg a Maiden England című koncertfilm, melyet a Seventh Tour of a Seventh Tour elnevezésű lemezbemutató turné birminghami állomásán rögzítettek, két estén a National Exhibition Centerben, 1988. november 27-én és 28-án. A VHS-en kiadott koncertfilm felvezetéseként 1989. november 6-án megjelent a koncertfelvételeket tartalmazó Infinite Dreams kislemez. A címadó Steve Harris szerzemény eredetileg az 1988-as Seventh Son of a Seventh Son című albumon szerepelt. Ezzel gyakorlatilag már a negyedik kislemezes dalt adták ki az albumról, és mindegyik a Top10-ben végzett a brit slágerlistán. A kislemez B-oldalára szintén a birminghami koncertről két korábbi Iron Maiden dal, a Killers és a Still Life, került fel. A kislemez borítója megegyezik a Maiden England videókazetta borítójával, ahol Eddie a rajongók tömege fölött ugrat át motorral, kezében a brit lobogóval.
Az Infinite Dreams kislemez 7 hétig szerepelt a brit slágerlistán, és legjobb helyezése a 6. hely volt. A címadó dalhoz készült videóklipet a koncertfilmből vágták össze. Adrian Smith gitáros több mint egy évtizedig ezen a kiadványon szerepelt utoljára az Iron Maiden tagjaként, miután a következő évben kilépett a zenekarból, és egészen 2000-es visszatéréséig szólóprojekteken dolgozott.

## Számlista
7" kislemez
1. Infinite Dreams (live at NEC, Birmingham, 1988) (Steve Harris) – 6:05
2. Killers(live at NEC, Birmingham, 1988)  (Paul Di’Anno, Harris) – 5:01

12" kislemez
1. Infinite Dreams (live at NEC, Birmingham, 1988) (Harris) – 6:05
2. Killers (live at NEC, Birmingham, 1988)  (Di’Anno, Harris) – 5:01
3. Still Life (live at NEC, Birmingham, 1988)  (Dave Murray, Harris) – 4:37

## Közreműködők
- Bruce Dickinson – ének
- Dave Murray – gitár
- Adrian Smith – gitár
- Steve Harris – basszusgitár
- Nicko McBrain – dobok
- Michael Kenney - billentyűs hangszerek (kivéve Killers)